# Camponotus dumetorum
Camponotus dumetorum es una especie de hormiga del género Camponotus, tribu Camponotini. Fue descrita científicamente por Wheeler en 1910.
Se distribuye por México y los Estados Unidos. Se ha encontrado a elevaciones de hasta 1670 metros. Vive en bosques de robles.